# Suwon Football Club
Il Suwon Football Club è una società calcistica sudcoreana con sede nella città di Suwon. Milita nella K League Classic, la massima divisione del campionato sudcoreano. La squadra gioca le partite casalinghe al Suwon Sports Complex.

## Palmarès

### Altri piazzamenti
- K League 2:

Secondo posto: 2020
Terzo posto: 2015

## Organico

### Rosa
Aggiornata al 23 ottobre 2019.
| N. |                           | Ruolo | Calciatore                |
| -- | ------------------------- | ----- | ------------------------- |
| 1  | Corea del Sud (bandiera)  | P     | Park Hyeong-soon          |
| 2  | Corea del Sud (bandiera)  | D     | Park Yo-han               |
| 3  | Corea del Sud (bandiera)  | D     | Kim Young-chan            |
| 4  | Corea del Sud (bandiera)  | D     | Yoon Jun-sung             |
| 6  | Corea del Sud (bandiera)  | C     | Kim Jong-gook             |
| 7  | Corea del Sud (bandiera)  | A     | Kim Byung-oh              |
| 8  | Corea del Sud (bandiera)  | C     | Lee Jong-won              |
| 9  | Corea del Nord (bandiera) | A     | An Byong-jun              |
| 10 | Corea del Sud (bandiera)  | C     | Baek Sung-dong (capitano) |
| 11 | Nigeria (bandiera)        | A     | Chisom Egbuchulam         |
| 12 | Francia (bandiera)        | D     | Leroy Abanda              |
| 13 | Corea del Sud (bandiera)  | D     | Jang Seong-jae            |
| 14 | Corea del Sud (bandiera)  | D     | Lee Hak-min               |
| 15 | Estonia (bandiera)        | A     | Henri Anier               |
| 16 | Corea del Sud (bandiera)  | A     | Kim Ji-min                |
| 17 | Corea del Sud (bandiera)  | A     | Ahn Eun-san               |
| 18 | Corea del Sud (bandiera)  | A     | Kang Min-jae              |
| 19 | Corea del Sud (bandiera)  | D     | Park Se-jin               |
| 20 | Corea del Sud (bandiera)  | C     | Cho Yu-min                |
| 21 | Corea del Sud (bandiera)  | C     | Hyang Byung-kwon          |
| 22 | Corea del Sud (bandiera)  | A     | Song Soo-young            |
| 23 | Corea del Sud (bandiera)  | A     | Kim Dong-chan             |

| N. |                          | Ruolo | Calciatore        |
| -- | ------------------------ | ----- | ----------------- |
| 24 | Corea del Sud (bandiera) | D     | Lee Won-kyu       |
| 25 | Corea del Sud (bandiera) | C     | Woo Ye-chan       |
| 26 | Corea del Sud (bandiera) | C     | Lee Han-saem      |
| 27 | Corea del Sud (bandiera) | D     | Lee Yong          |
| 30 | Corea del Sud (bandiera) | D     | Kim Ju-yeop       |
| 31 | Corea del Sud (bandiera) | P     | Choi Moon-soo     |
| 32 | Corea del Sud (bandiera) | C     | Lee Seung-hyun    |
| 33 | Corea del Sud (bandiera) | D     | Chae Seon-il      |
| 34 | Corea del Sud (bandiera) | C     | Jeong Myeong-won  |
| 37 | Corea del Sud (bandiera) | P     | Jeon Soo-hyun     |
| 40 | Corea del Sud (bandiera) | A     | Kim Chang-heon    |
| 42 | Corea del Sud (bandiera) | P     | Lim Ji-hoon       |
| 55 | Corea del Sud (bandiera) | D     | Jang Jun-young    |
| 67 | Corea del Sud (bandiera) | A     | Um Seung-min      |
| 70 | Uzbekistan (bandiera)    | C     | Jovlon Ibrokhimov |
| 71 | Corea del Sud (bandiera) | C     | Kim Boo-gwan      |
| 77 | Corea del Sud (bandiera) | D     | Cho Sang-beom     |
| 79 | Corea del Sud (bandiera) | A     | Lee Jae-an        |
| 93 | Corea del Sud (bandiera) | P     | Lee In-soo        |
| 94 | Corea del Sud (bandiera) | C     | Lim Chang-gyoon   |